# 76Y busz (Szeged)
A szegedi 76Y jelzésű autóbusz a Mars tér (Mikszáth utca) és Szentmihály között közlekedik munkanapokon, csúcsidőben. A 76-os busz kiegészítő járata, a Kálvária sugárút elkerülésével gyorsabb eljutást biztosít Szentmihályról a Mars térre. A járatot a Volánbusz Zrt. üzemelteti.

## Története
2016. szeptember 1-jén indult el a Mars tér (Mikszáth utca) és Szentmihály között.

## Útvonala
| Szentmihály felé | Mars tér (Mikszáth utca) felé |
| --- | --- |
| Mars tér (Mikszáth utca) vá. – Bartók tér – Tisza Lajos körút – Dugonics tér – Petőfi Sándor sugárút – Szabadkai út – Kecskés telep – Terehalmi út – Kapisztrán út – Szentmihály vá. | Szentmihály vá. – Kapisztrán út – Terehalmi út – Kecskés telep – Szabadkai út – Petőfi Sándor sugárút – Dugonics tér – Tisza Lajos körút – Bartók tér – Mars tér (Mikszáth utca) vá. |

## Megállóhelyei
| 0  | Mars tér (Mikszáth utca) végállomás | 19 | 5, 7, 7A, 9, 19 7F, 21, 60, 60Y, 64, 67, 67Y, 70, 71, 71A, 72, 72A, 73, 73Y, 74, 75, 76, 77, 77A, 77Y, 78, 78A, 79H Helyközi buszok 1374, 1375, 1441, 1503, 1504, 1506, 1507, 1510, 1513, 1515, 1516, 1517, 1518, 1841 |
| 2  | Bartók tér                          | ∫  | 5, 7, 7A, 9, 19 60, 60Y, 67, 67Y, 70, 71, 71A, 72, 72A, 74, 76 |
| ∫  | Centrum Áruház (Mikszáth utca)      | 18 | 3, 3F, 4 5, 7, 7A, 8, 9, 10, 19 20, 24, 60, 60Y, 67, 67Y, 70, 71, 71A, 72, 72A, 74, 76 |
| 4  | Dugonics tér (Tisza Lajos körút)    | 16 | 3, 3F, 4 8, 10 20, 24, 32, 36, 74, 76 |
| ∫  | Földváry utca                       | 15 | |
| 6  | Moszkvai körút                      | 14 | 4 21, 77 Helyközi buszok |
| 7  | Rákóczi utca (Vám tér)              | 13 | 4 90 Helyközi buszok |
| 8  | Szabadkai út                        | ∫  | 4 76 |
| 9  | Szalámigyár                         | 11 | 4 76 Helyközi buszok |
| 10 | Kecskés telep, Gera Sándor utca     | 9  | 76 Helyközi buszok |
| 11 | Kecskés telep, Bódi Vera utca       | 8  | 76 Helyközi buszok |
| 13 | Fehérparti lejáró                   | 6  | 76 |
| 14 | Verbéna utca                        | 5  | 76 |
| 15 | Artézi kút                          | 4  | 76 |
| 16 | Gárdonyi Géza utca                  | 3  | 76 |
| 17 | Szentmihály, malom                  | 2  | 76 |
| 19 | Koppány köz                         | 1  | 76 |
| 20 | Szentmihály végállomás              | 0  | 76 |